# Mouvement de l'immigration et des banlieues
Le Mouvement de l'immigration et des banlieues (MIB) est une organisation française fondée en 1995 qui dénonce le « racisme institutionnel » dont sont victimes les immigrés, et en particulier les violences policières. Il condamne le recours à la violence et inscrit son combat dans un cadre légal. Au nom de la justice et de l'égalité des droits, le MIB s’est notamment mobilisé contre l’expulsion des condamnés nés en France et d'origine étrangère, considéré comme une double peine.
De 2007 à 2009, le MIB est engagé dans le « Forum social des quartiers populaires » (FSQP), et semble ne plus être actif depuis. Certains de ses militants auraient participé en 2012 à la création de la « Force citoyenne populaire » et d'autres à la création du Front Uni des Immigrations et des Quartiers Populaires,.

## Histoire
Le MIB est issu du mouvement militant entamé par la marche pour l'égalité et contre le racisme de 1984 et des émeutes du début des années 1990.
Le MIB dénonce aussi bien la politique de la droite que celle du Parti socialiste, se démarquant ainsi de SOS Racisme.
En mai 2000, le MIB est expulsé du local qu'il occupait dans le 11e arrondissement de Paris.
Son site n'est plus mis à jour depuis 2007. En 2009, Simon Keller intervient au nom du MIB lors d'une journée d'études organisée par le CERAL.

## Personnalités
- Tarik (parfois orthographié Tarek) Kawtari
- Nordine Iznasni. Porte-parole de José Bové lors de la campagne présidentielle de 2007. Élu conseiller municipal à Nanterre en mars 2008.
- Guy Dardel
- Mogniss H. Abdallah
- Samir Baaloudj[6], porte-parole de la campagne « Police personne ne bouge ?! »[7].
- Mohamed Hocine dit "Momo des Mureaux", président de l'association "solact"[8].

## Forum social des quartiers populaires
En 2007, le MIB initie avec DiverCité et les Motivés !, le Forum social des quartiers populaires (FSQP), une manifestation annuelle qui rassemble les associations et collectifs autour des problèmes des banlieues. L'objectif est de faire émerger un mouvement social, culturel et politique qui parle des quartiers populaires.
- La première édition se déroule à Saint-Denis du 22 au 24 juin 2007 ; elle regroupe plus de 2 000 personnes, venues d'une quarantaine de villes[10]. Elle est filmée et retransmise en direct sur internet par l'association Regarde à vue[11].
- La seconde édition a lieu à Nanterre du 3 au 5 octobre 2008.
- La troisième édition a lieu à Montpellier dans le quartier du Petit Bard, du 25 au 27 octobre 2009. L'un des débats met en face à face des représentants du Nouveau Parti anticapitaliste et des organisateurs du forum[12].

Les associations participant au Forum sont :
La Contrebande (Romainville), Frontline (St-Denis), ATMF, FTCR, ASAD (La Courneuve), Maison des Tilleuls (Blanc-Mesnil), Vu d'Ici (Blanc-Mesnil), Lumière et Couleurs 93 (Blanc-Mesnil), Indigènes de la République, Regarde à vue, Idées-à-coudre (Lille), Article 1er (Lille), Collectif des sans papiers 59 (Lille), Union syndicale Solidaires, Mouvement de l'immigration et des banlieues, DiverCité (Lyon), Motivé-e-s (Toulouse), Ghorba (Lyon), Agora (Vaulx-en-Velin), Taktikollecktif (Toulouse), Justice pour le Petit Bard (Montpellier), Bouge Qui Bouge (Dammarie-Lès-Lys), Agence Im'média, Résistons Ensemble, Collectif Anti-Démolition, Mouvement contre le racisme et pour l'amitié entre les peuples (MRAP), Droit au logement (DAL), Indigènes du Nord (Lille), Association Synergie (Goussainville), Association des femmes des Francs-Moisins (Saint-Denis), L'Autre-Ment (Villetaneuse), UTIT, Act-Up, AUBE (Vénissieux), ASTI (Petit-Quevilly), Quai de la Mémoire (Nantes), Festival Permanent Contre les Lois Racistes (Strasbourg), La K-Bine, La Rage du Peuple (Marseille), Rebondir (Bondy), Collectif des musulmans de France, Fontenay Générations (Fontenay-sous-Bois), Génération Palestine (Stains), ACTIT (Paris), La Maison Ouverte (Les Ulis), AC le Feu (Clichy-sous-Bois), Discri'badge (Sarcelles), Centre Malcolm X (Fontenay-sous-Bois), Le Kartier Genera l (Les Ulis), R.E.I.D (Bezon).